# كيبيا (كافالا)
كيبيا (Κηπία) (وكانت تسمى بوستانتزيلي Μποσταντζιλή حتى عام 1926) هي قرية في بلدية باغايو في الوحدة الإقليمية كافالا ، في منطقة مقدونيا الشرقية وتراقيا. بلغ عدد السكان 325 نسمة وفقا لتعداد عام 2011.